# Lagoa (Algarve)
Pour les articles homonymes, voir Lagoa.
Lagoa est une municipalité (en portugais : concelho ou município) du Portugal, située dans le district de Faro et la région de l'Algarve.
Lagoa a obtenu le label Cittaslow, la ville s'engage à respecter le rythme biologique de vie de ses habitants, à respecter l'environnement et améliorer le cadre de vie de ses citoyens

## Géographie
Lagoa est limitrophe :
- au nord et à l'est, de Silves,
- au sud, de l'océan Atlantique,
- à l'ouest et au nord-ouest, de Portimão.

## Démographie
| 1801  | 1849  | 1900   | 1930   | 1960   | 1981   | 1991   | 2001   | 2004   |
| ----- | ----- | ------ | ------ | ------ | ------ | ------ | ------ | ------ |
| 4 913 | 8 232 | 12 135 | 13 088 | 13 846 | 15 635 | 16 780 | 20 651 | 22 658 |

| 2011   | - | - | - | - | - | - | - | - |
| ------ | - | - | - | - | - | - | - | - |
| 22 975 | - | - | - | - | - | - | - | - |

## Subdivisions
La municipalité de Lagoa groupe 4 paroisses (en portugais : freguesias) :
- Estômbar e Parchal
  - Parchal
- Ferragudo
- Lagoa e Carvoeiro
- Porches

## Plages
- Praia da Albandeira
- Praia da Angrinha
- Praia do Barranco
- Praia do Barranquinho
- Praia de Benagil
- Praia dos Beijinhos
- Praia dos Caneiros (PB)
- Praia do Carvalho
- Praia de Carvoeiro (PB)
- Praia da Cova Redonda
- Praia de Ferragudo
- Praia Grande (Ferragudo)
- Praia do Levante
- Praia da Marinha
- Praia do Mato
- Praia do Molhe
- Praia Nova
- Praia de Nossa Senhora da Rocha (PB)
- Praia do Paraíso
- Praia do Pintadinho
- Praia dos Tremoços
- Praia do Vale de Centeanes (PB)

## Zone d'intérêt
- La grotte d'Ibn Ammar